# Актай (приток на Волга)
Вижте пояснителната страница за други значения на Актай.
Актай е река, разположена в Алкеевски район, Татарстан, Руска федерация. Тя е ляв приток на река Волга. Реката е с дължина 89 км, площ на басейна 981 km². Нейни притоци са: Челнинка, Салманка, Ромоданка. Среден отток на реката е 422 м3/с.